# Орельяна, Мануэль
Мануэль Мария Орельяна Контрерас (исп. Manuel María Orellana Contreras; (17 декабря 1870, Эль-Хикаро, департамент Эль-Прогресо, Гватемала — 17 июня 1940, Барселона, Испания) — гватемальский генерал, фактический временный президент Гватемалы (1930).

## Биография
В 1930 г. был командующим в замке Сан-Рафаэль-де-Матаморос, где он получил неограниченную власть над специально отобранными солдатами из милиции департамента Эль-Прогресо.  Замок был построен в местности, принадлежавшей семье Матаморо, которая была выкуплена в мае 1835 г. правительство Гватемалы. 
12 декабря 1930 г. после инсульта правящей «верхушкой» было приняло решение об отставке президента Ласары Чакона Гонсалеса и о назначении временным главой государства министра финансов и второго заместителя президента Баудильо Пальмы. Военный министр и первый заместитель президента генерал Мауро де Леон направил эту информацию по телеграфу армейским командующим. Вдохновленный примером своего кузена, генерал Контрерас 17 декабря вместе с группой военных ворвался в канцелярию президента. После ожесточенной перестрелки, в которой погибли 57 человек, Баудильо Пальма был убит. Генерал де Леон был убит полицией недалеко от своей официальной резиденции в Центральном парке. Переворот был поддержан тремя либеральными партиями, существовавшими на тот период в стране. 
В небольшом промежутке нахождения во главе государства он реформировал кабинет министров и начал реструктуризацию гватемальских военных баз. Однако, учитывая большие инвестиции, которые американские компании имели в Гватемале, особенно в Объединенной фруктовой компании, государственный секретарь Соединенных Штатов Генри Стимсон публично осудил военный переворот как неконституционный и потребовал смещения Контрераса. Узурпация им власти также вызвала протест значительной части населения Гватемалы. Вскоре уже администрация США во главе с президентом Гербертом Гувером заявила, что не признает его президентства. Послом США Шелдоном Уайтхаусом предъявлен ультиматума с угрозой вторжения американских пехотинцев.
31 декабря 1930 г. парламент утвердил первым заместителем президента Хосе Мариа Рейну Андраде и возложил на него исполнение обязанностей главы государства.
Орельяна Контрерас была двоюродным братом бывшего президента генерала Хосе Марии Орельяна Пинто, который был главой штаба президента Мануэля Эстрады Кабреры назначил генерала Хорхе Убико главой своей секретной полиции. Став президентом, Убико назначил Контрераса на должность военного атташе Гватемалы в Испании, там он проработал до своей смерти в июне 1940 г.